# 阿图尔·马尔哈里·戈特苏尔夫
阿图尔·马尔哈里·戈特苏尔夫，印度外交官，现任印度驻蒙古国大使。

## 經歷
阿图尔·马尔哈里·戈特苏尔夫來自马哈拉施特拉邦索拉普。
2004年加入印度外事服務。
2024年3月30日起任印度駐蒙古國大使。

## 個人生活
戈特苏尔夫已婚，育有兩個孩子。